# 范氏裸天竺鯛
范氏裸天竺鯛（學名：Gymnapogon vanderbilti），為輻鰭魚綱鈎頭魚目天竺鯛科裸天竺鯛屬下的一個種，分布於中太平洋東部萊恩群島海域，深度0至38公尺，本魚體延長，體稍側扁，頭大、眼大、口大且斜裂，頜齒細小，鋤骨和腭骨通常具齒，舌上無齒，前鰓蓋骨邊緣具鋸齒，鰓蓋骨後緣棘不發達，體裸露無鱗，頰部及鰓蓋均被鱗，體透明，尾鰭基部具有B形的黑色斑，體長可達1.9公分，棲息珊瑚礁區，夜間活動，屬肉食性，繁殖期時，雄魚具有口孵習性，卵約7日化成仔魚，由雄魚吐出，具短暫的仔魚飄浮期，生活習性不明。